# Джордж Менерт
Джордж Ніколас Менерт (англ. George Nicholas Mehnert; 3 листопада 1881 — пом. 8 липня 1948) — американський німецького походження борець вільного стилю, дворазовий олімпійський чемпіон.

## Спортивна кар'єра
На Олімпіаді 1904 року виграв золоту медаль у найлегшій ваговій категорії. Через чотири роки на Олімпіаді 1908 року виграв золоту медаль у легшій ваговій категорії.
Вигравши золоту медаль у 1908 році, Менерт став першим американцем, який виграв дві золоті олімпійські медалі у боротьбі, і став першим борцем, якому вдалося завоювати золоті медалі на двох Олімпіадах поспіль.